# Нутепельмен
Нутепельме́н (рос. Нутэпэльме́н) — національне чукотське село в Іультинському районі Чукотського автономного округу Росії.
20 жовтня 2010 року сільське поселення Нутепельмен було скасовано, а територія в межах сільського поселення Нутепельмен включена до складу міжпоселенної території Іультинського муніципального району.

## Географія
Село розташоване на східній косі біля входу в лагуну Пингопільхін Чукотського моря. Неподалік від села, на острові в Колючинской губі, знаходиться полярна станція.
Назва в перекладі з чук. Нутэпылмын — «земля в імлі» (від чук. нутэ/нота «земля» + чук. пылмын «імла») .

## Населення
| 2002 | 2009 | 2010 | 2011 | 2012 | 2013 |
| ---- | ---- | ---- | ---- | ---- | ---- |
| 155  | ↗166 | ↘157 | ↗174 | ↘161 | →161 |

## Транспорт
Транспортний зв'язок з найближчим населений пунктом — селом Ванкарем в літній період здійснюється морським шляхом з допомогою вельбота, час у дорозі — 3-4 години. З райцентром налагоджено повітряне сполучення (вертоліт), регулярні рейси здійснюються 2 рази на місяць . Кожен сезон влаштовується автозимник протяжністю 194 км до 122-го кілометра автомобільної дороги « Егвекінот — Мис Шмідта».

## Економіка і соціальна інфраструктура
Основне заняття місцевих жителів — оленярство, рибальство і морзвіробійний промисел.
У селі є початкова школа-дитячий садок, центр дозвілля та народної творчості, бібліотека, пошта, вузол зв'язку, магазин. У 2000-х роках була проведена корінна реконструкція села — побудовані нові котеджі, встановлена станція супутникового зв'язку, підключений інтернет. При цьому Нутепельмен, так само як і Ванкарем, залишаються єдиними населеними пунктами на Чукотці, де відсутній стільниковий зв'язок .
Електропостачання села забезпечується місцевою дизельною електростанцією потужністю 0,5 МВт. Підвіз води для комунальних потреб здійснюється від розташованого за 2 км від поселення озера бочками за допомогою тракторних волокуш, в літній період монтується тимчасовий водовід .

## Культурна спадщина
В околицях поселення знаходиться унікальний пам'ятник історії: чукотське укріплення у вигляді кільця з вертикально поставлених кам'яних плит часів воєн чукчів з козаками Дмитра Павлуцького.